# Corèssia
Corèssia (grec antic: Κορησσία, Korissia) és una localitat grega de l'illa de Kea, que constitueix el port principal de l'illa. L'any 2011 la població de la comunitat era de 1.049 habitants, mentre la localitat en tenia 711.
Fins a 1922 s'anomenà Livadi (en grec: Λιβάδι, 'llacuna, estany'): fou reanomenada en referència a l'antiga polis de Corèsia, les restes de la qual es troben dalt del turó a la falda del qual es troba el port.

## Història
A l'antiguitat, Corèsia (millor que no Corèssia; grec antic: Κορησία, Κορησσία) fou una de les quatre polis de l'illa de Ceos, juntament amb Peessa, Cartea i Iulis. A final del segle v aC, totes quatre s'organitzaren en una federació de polis a efectes de política exterior, però mantengueren la seva independència. La ciutat més important, i probable capital de la federació, era Iulis, la qual, a mitjan segle iv aC absorbí Corèsia. Al segle iii aC recobrà la independència, moment en el qual tenia uns 1.200 habitants; més tard, però, s'hi tornà a sotmetre. En temps d'Estrabó, al segle i aC, depenia de Iulis, sembla que ja de manera definitiva.
A prop de la ciutat es trobava un santuari d'Apol·lo Esminteu, del qual s'han trobat restes sota l'església d'Agios Sideros. Segons Estrabó, el curs d'aigua que seguia la vall que prové de Iulis rebia el nom de riu Hèlix.